# Heinkel He 60
Heinkel He 60 là một loại thủy phi cơ trinh sát một động cơ của Đức, thiết kế của nó đáp ứng cho hoạt động trên các tàu chiến của Kriegsmarine (Hải quân Đức) trong thập niên 1930.

## Biến thể
He 60a
He 60b
He 60c
He 60A
He 60B
He 60B-3
He 60C
He 60D
He 60E

## Quốc gia sử dụng
Germany
- Luftwaffe
- Kriegsmarine

 Nhà nước Tây Ban Nha
- Không quân Tây Ban Nha

## Tính năng kỹ chiến thuật (He 60)
War Planes of the Second World War: Volume Six Floatplanes 

### Đặc điểm riêng
- Tổ lái: 2
- Chiều dài: 37 ft 8¾ in (11.50 m)
- Sải cánh: 44 ft 3¾ in (13.50 m)
- Chiều cao: 17 ft 4¾ in (5.30 m)
- Diện tích cánh: 603 ft² (56.0 m²)
- Trọng lượng rỗng: 6,018 lb (2,735 kg)
- Trọng lượng có tải: 7,495 lb (3,407 kg)
- Động cơ: 1× BMW VI 6.0 6.0, 660 hp (492 kW)

### Hiệu suất bay
- Vận tốc cực đại: 130 knot, 149 mph (240 km/h)
- Vận tốc hành trình: 117 knot, 134 mph (216 km/h)
- Tầm bay: 446 nmi, 513 mi (826 km) trên độ cao 2,000 m (6,560 ft)
- Trần bay: 16,400 ft (5,000 m)

### Vũ khí
- Súng: 1 × súng máy MG 15 7,92 mm (.312 in)